# Österreichischer Frauen-Fußballcup 2008/09
Der Österreichische Frauen-Fußballcup wurde in der Saison 2008/09 zum 35. Mal ausgespielt. Als ÖFB-Ladies-Cup wurde er vom Österreichischen Fußballbund zum 17. Mal, als ÖFB-Stiegl-Ladies-Cup zum fünften und letzten Mal, durchgeführt und begann am 20. September 2008 mit der ersten Runde und endete am 13. Juni 2009 mit dem Finale in Kammer-Schörfling. Den Pokal gewann zum siebten Mal in Folge der SV Neulengbach.

## Teilnehmende Mannschaften
Für den österreichischen Frauen-Fußballcup haben sich anhand der Teilnahme der Ligen der Saison 2008/09 folgende 32 Mannschaften, die nach der Saisonplatzierung der ÖFB-Frauenliga 2007/08, der 2. Liga Mitte 2007/08, der 2. Division Ost 2007/08, der 2. Liga Süd 2007/08 und der in dieser Saison nicht ausgetragene 2. Liga West 2007/08 geordnet sind, qualifiziert. Teams, die als durchgestrichen gekennzeichnet sind, nahmen am Wettbewerb aus diversen Gründen nicht am Wettbewerb teil oder sind zweite Mannschaften und spielten daher nicht um den Pokal mit. Weiters konnten noch der Landescupsieger, der Landesmeister oder auch Vertreter der Saison 2007/08 teilnehmen.
| ÖFB-Frauenliga (10) | 2. Liga Mitte (6) | 2. Liga Ost (10) |
| --- | --- | --- |
| - SV Neulengbach (NÖ) (C) - FC Wacker Innsbruck (T) - LUV Graz (ST) - USC Landhaus (W) - ASK Erlaa (W) - USG Ardagger/Neustadtl (NÖ) - FC St. Veit/Glan (K) - FC Südburgenland (B) - USK Hof (S) (RG) - ASV St. Margarethen/Lav. (K) (RG) | - Union Kleinmünchen (OÖ) (RV) - Heeres SV Wals (S) statt ASK Maxglan (S) - LASK Ladies/Zöhrdorf (OÖ) - SV Garsten (OÖ) - ASKÖ Dionysen/Oedt (OÖ) - Union Geretsberg (OÖ) - SV Spittal/Drau (K) - ASKÖ Doppl/Hart (OÖ) - Union Nebelberg (OÖ) - FC Wels Ladies (OÖ) (LM) (N) | - SV Groß-Schweinbarth (NÖ) (RV) - SV Ladies Furth (NÖ) - 1. SVg Guntramsdorf (NÖ) - SV Langenrohr (NÖ) - SV Horn (NÖ) - SV Gloggnitz (NÖ) - SV Neulengbach II (NÖ) - DFC Heidenreichstein (NÖ) - ESV Süd-Ost (W) - USC Landhaus II (W) - SKV Altenmarkt (NÖ) (LM) (N) - UFC Atzgersdorf/Mauer (W) (LM) (N) |
| 2. Liga Süd (4) | 2. Liga West (1) | |
| - 1. DFC Leoben (ST) (A) - FC Stattegg (ST) statt Schöneberger LUV II (ST) - FC Südburgenland II (B) - SC St. Ruprecht/Raab (ST) - SC Unterpremstätten (ST) - SV Gössendorf (ST) - JSV RB Mariatrost (ST) (LM) (N) | - FC Koblach (V) - Schwarz-Weiß Bregenz (V) - FC Lingenau (V) - FC Wacker Innsbruck II (T) - FC Lustenau (V) (LC) (LM) | |
| Landescupsieger, Meister oder Meistervertreter aus der Landesliga (1) | | |
| - SC Landskron (K) (LM) - SKV Altenmarkt (NÖ) (LM), siehe 2. Division Ost - ASKÖ Dionysen/Traun (OÖ) (LC) - FC Wels Ladies (OÖ) (LM), siehe 2. Liga Mitte - JSV RB Mariatrost (ST) (LM), siehe 2. Liga Süd | - FC Lechaschau (T) (LM-LW) - FC Schwoich (T) (LM-LO) | - FC Lustenau (V) (LC) (LM), siehe 2. Liga West - UFC Atzgersdorf/Mauer (W) (LM), siehe 2. Division Ost - ASV 13 (W) (L2) |
| Erläuterungen Länderkürzel: (B): Burgenland, (K): Kärnten, (NÖ): Niederösterreich, (OÖ): Oberösterreich, (S): Salzburg, (ST): Steiermark, (T): Tirol, (V): Vorarlberg, (W): Wien; Vereins-Landes-Bewerbserfolg: (LC): Landescupsieger, (LCF): Landescupfinalist, (LM): Landesmeister, (Lx): x. Platz der Landesliga, (LN): Landesliga-Aufsteiger, (..-x): x Landesliga siehe Länderkürzel oder (-LO): Landesliga Ost bzw. (-LW): Landesliga West | | |

| (C) | amtierender Cupsieger 2007/08    |
| (A) | Absteiger der Saison 2008/09     |
| (N) | Neuaufsteiger der Saison 2008/09 |

## Turnierverlauf

### 1. Cuprunde
| Datum                   |                      | Ergebnis   |                               |
| ----------------------- | -------------------- | ---------- | ----------------------------- |
| 20.09.2008 um 15:00 Uhr | JSV RB Mariatrost    | 1:3 (0:1)  | ASV St. Margarethen/Lavanttal |
| 20.09.2008 um 16:00 Uhr | LASK Ladies/Zöhrdorf | 3:5 (2:1)  | USK Hof                       |
| 20.09.2008 um 16:00 Uhr | SV Groß-Schweinbarth | 0:11 (0:6) | USC Landhaus                  |
| 20.09.2008 um 16:30 Uhr | FC Koblach           | 0:7 (0:2)  | FC Wacker Innsbruck           |
| 20.09.2008 um 16:30 Uhr | SV Garsten           | 0:2 (0:0)  | Union Kleinmünchen            |
| 20.09.2008 um 18:00 Uhr | SV Langenrohr        | 0:10 (0:6) | SV Neulengbach                |
| 21.09.2008 um 12:30 Uhr | SC St. Ruprecht/Raab | 0:6 (0:1)  | FC St. Veit/Glan              |
| 21.09.2008 um 14:30 Uhr | DFC Heidenreichstein | 2:3 (1:0)  | SV Gloggnitz                  |
| 21.09.2008 um 14:30 Uhr | 1. SVg Guntramsdorf  | 1:2 (1:1)  | SV Horn                       |
| 21.09.2008 um 16:00 Uhr | SKV Altenmarkt       | 3:1 (2:0)  | ASK Erlaa                     |
| 21.09.2008 um 16:00 Uhr | ASV 13               | 4:1 (2:1)  | ESV Süd-Ost                   |
| 21.09.2008 um 17:00 Uhr | SC Unterpremstätten  | 0:13 (0:5) | LUV Graz                      |
| 21.09.2008 um 17:00 Uhr | FC Wels Ladies       | 0:7 (0:3)  | USG Ardagger/Neustadtl        |
| 28.09.2008 um 14:00 Uhr | 1. DFC Leoben        | 0:5 (0:3)  | FC Südburgenland              |
| 28.09.2008 um 14:00 Uhr | Heeres SV Wals       | 3:4 (2:0)  | ASKÖ Dionysen/Oedt            |
| 28.09.2008 um 14:30 Uhr | SV Ladies Furth      | 7:0 (3:0)  | UFC Atzgersdorf Mauer         |

### 2. Cuprunde
| Datum                   |                               | Ergebnis       |                        |
| ----------------------- | ----------------------------- | -------------- | ---------------------- |
| 08.11.2008 um 17:00 Uhr | SV Horn                       | 0:1 (0:0)      | SV Ladies Furth        |
| 09.11.2008 um 10:30 Uhr | FC Südburgenland              | 2:1 (2:1)      | LUV Graz               |
| 09.11.2008 um 12:00 Uhr | FC Wacker Innsbruck           | 5:0 (2:0)      | Union Kleinmünchen     |
| 09.11.2008 um 13:00 Uhr | ASV St. Margarethen/Lavanttal | 0:3 (0:0) 2CR1 | FC St. Veit/Glan       |
| 09.11.2008 um 13:00 Uhr | USK Hof                       | 6:1 (2:1)      | ASKÖ Dionysen/Oedt     |
| 09.11.2008 um 13:15     | USC Landhaus                  | 2:7 (1:3)      | SV Neulengbach         |
| 09.11.2008 um 14:00 Uhr | ASV 13                        | 1:10 (0:5)     | USG Ardagger/Neustadtl |
| 09.11.2008 um 14:00 Uhr | SV Gloggnitz                  | 3:6 (2:3)      | SKV Altenmarkt         |

### Viertelfinale
| Datum                   |                     | Ergebnis             |                        |
| ----------------------- | ------------------- | -------------------- | ---------------------- |
| 14.03.2009 um 14:00 Uhr | FC St. Veit/Glan    | 1:4 (1:3)            | SV Neulengbach         |
| 14.03.2009 um 14:00 Uhr | FC Südburgenland    | 3:2 (1:0)            | USG Ardagger/Neustadtl |
| 14.03.2009 um 15:00 Uhr | FC Wacker Innsbruck | 11:0 (6:0)           | SKV Altenmarkt         |
| 15.03.2009 um 14:00 Uhr | SV Ladies Furth     | 2:7 n. V. (2:2, 1:1) | USK Hof                |

### Halbfinale
| Datum                   |                     | Ergebnis  |                |
| ----------------------- | ------------------- | --------- | -------------- |
| 01.05.2009 um 14:30 Uhr | FC Wacker Innsbruck | 8:1 (5:0) | USK Hof        |
| 01.05.2009 um 17:00 Uhr | FC Südburgenland    | 0:7 (0:4) | SV Neulengbach |

### Finale
Das Finale wurde am Sportplatz SK Kammer, Kammer-Schörfling in Oberösterreich ausgetragen.
| 13.06.2009 um 17:30 Uhr | FC Wacker Innsbruck | 1:5 (0:3) | SV Neulengbach |
| Tore: 0:1 Ines Faustenhammer (5.), 0:2 Nina Burger (19.), 0:3 Fabiana Guedes Rodrigues (24.), 0:4 Nadine Prohaska (47.), 5:0 Nina Burger (51.), 5:1 Arbresha Jahaj (53.) |                     |           |                |

## Torschützenliste
In der Torschützenliste des ÖFB Stiegl-Ladies-Cup belegte Nina Burger vom SV Neulengbach den ersten Platz.
| Pl. | Nat.       | Spieler            | Verein                 | Tore |
| --- | ---------- | ------------------ | ---------------------- | ---- |
| 01. | Osterreich | Nina Burger        | SV Neulengbach         | 14   |
| 02. | Slowakei   | Melanie Fischer    | FC Wacker Innsbruck    | 6    |
| 03. | Osterreich | Katharina Strauchs | USG Ardagger/Neustadtl | 5    |
| 03. | Osterreich | Ramona Kern        | USG Ardagger/Neustadtl | 5    |
| 03. | Osterreich | Ruzica Gabric      | LUV Graz               | 5    |
| 03. | Osterreich | Susanna Koch       | FC Südburgenland       | 5    |
| 03. | Osterreich | Verena Nagl        | FC Wacker Innsbruck    | 5    |
| 03. | Osterreich | Doris Adamovics    | FC Wacker Innsbruck    | 5    |
| 03. | Osterreich | Sarah Zadrazil     | USK Hof                | 5    |
| 03. | Osterreich | Lucia Zolvikova    | USG Ardagger/Neustadtl | 5    |
| 03. | Osterreich | Lisa Marie Makas   | SKV Altenmarkt         | 5    |
| 03. | Osterreich | Alexandra Mautner  | ASV 13                 | 5    |